# Xysticus audax
Xysticus audax ist eine Spinnenart aus der Familie der Krabbenspinnen (Thomisidae). Die Art ist in Mitteleuropa weit verbreitet und häufig.

## Merkmale
Die Art zählt zu den mittelgroßen Krabbenspinnen. Männchen haben eine Körperlänge von 3 bis 5 mm, Weibchen erreichen 6–8 mm. Beide Geschlechter sind farblich sehr variabel, die Grundfarbe kann von Weiß über Braun- und Rottöne bis fast Schwarz ausfallen, wobei Vorderkörper (Prosoma)  und Hinterkörper (Opisthosoma) dieselbe oder eine unterschiedliche Grundfarbe haben können.
Das Prosoma ist oberseits seitlich dunkel, in der Mitte befindet sich wie bei vielen Vertretern der Gattung ein breites, helles Längsband, das einen vorne breiten und nach hinten spitz zulaufenden, also etwa V-förmigen, dunkel abgesetzten Fleck zeigt. Dieser Spitzfleck endet im Gegensatz zu vielen anderen Arten der Gattung Xysticus deutlich vor dem  Hinterkörper. Das Opisthosoma ist ähnlich wie das Prosoma an den Seiten dunkel und zeigt in der Mitte ein breites, helles Längsband; die dunkle Zeichnung der Seiten ist durch helle Querbänder segmentiert. Die recht einheitlich gefärbten Beine zeigen meist dieselbe Grundfarbe wie das Prosoma und sind in der Farbe der dunklen Prosomaseiten dunkel gefleckt.
In Mitteleuropa gibt es eine Reihe sehr ähnlicher Arten der Gattung; die sichere Bestimmung der Art ist daher nur durch die mikroskopische Untersuchung der Geschlechtsorgane (genitalmorphologisch) möglich.

## Verbreitung und Lebensraum
Xysticus audax besiedelt fast die gesamte Paläarktis von Island und Portugal im Westen bis Ostsibirien und Japan im Osten. In Nord-Süd-Richtung reicht die Verbreitung von Skandinavien bis Griechenland und im Osten nach Süden bis China. Das Verbreitungsgebiet umfasst die boreale bis mediterrane Zone. Xysticus audax kommt in ganz Europa vor. Die Art bewohnt hier nicht zu nasse Wälder aller Art. Sie hält sich dort meist in höherer Vegetation im Gebüsch und in den Baumkronen auf.

## Gefährdung
Die Art ist weit verbreitet und in geeigneten Habitaten mittelhäufig. Sie wird in Deutschland in der Roten Liste als „ungefährdet“ eingestuft.